# Giancarlo Judica Cordiglia

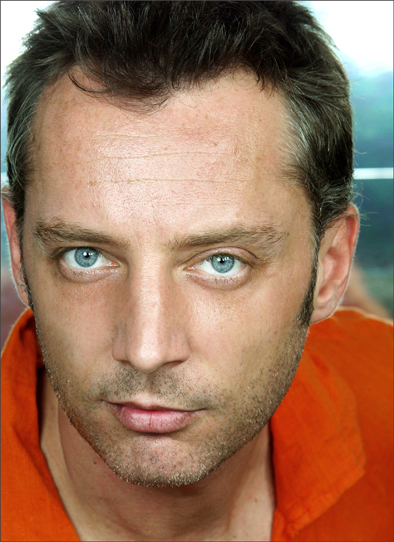
Giancarlo Judica Cordiglia

Giancarlo Judica Cordiglia (* 30. September 1971 in San Maurizio Canavese, Turin) ist ein italienischer Schauspieler, Regisseur und Synchronsprecher, der mit der Rolle des Gnoms „Ronfo“ in Melevisione auch über Italien hinaus Bekanntheit erlangte.
Cordiglia schloss seine Ausbildung an der Theaterschule des Teatro Stabile di Torino 1993 ab. Danach arbeitete er bei mehreren Theaterproduktionen mit, oft unter der Regie von Luca Ronconi und Gabriele Lavia. Für das Kino schrieb, drehte und spielte er 114 (centoquattordici), der im Jahr 1997 am Torino Film Festival gezeigt wurde.
Im Jahr 2006 verkörperte er den John Darling in J. M. Barries Stück Peter Pan in einer Inszenierung des TeatroDue in Parma. 2019 trat er beim „Estate Teatrale Veronese“ (Theatersommer Verona) in einer vielbeachteten Aufführung der Helena von Euripides in der Rolle des Theoklymenos  auf.

## Theaterregie
- 2001: mit Lorenzo Fontana und Olivia Manescalchi: Sex. In due si è pochi, in tre si è troppi. nach Motiven von Threesome von Andrew Fleming. Teatro Juvarra, Turin[3]
- 2007: film Valzer
- 2012: mit Olivia Manescalchi: Il funerale. Teatro Gobetti, Turin.[4]
- 2017: mit Olivia Manescalchi: PLOF! nach Motiven von Roddy Doyle. Teatro Vittoria, Turin.[5]